# محوطه کاروانسرای تازه قلعه
محوطه کاروانسرای تازه قلعه مربوط به سده‌های میانه دوران‌های تاریخی پس از اسلام است و در شهرستان ملکان، بخش مرکزی، دهستان گاودول غربی، جنوب غرب روستای تازه کند واقع شده و این اثر در تاریخ ۲۷ بهمن ۱۳۸۷ با شمارهٔ ثبت ۲۴۷۶۹ به‌عنوان یکی از آثار ملی ایران به ثبت رسیده است.